# Museo Mundo Océano
El Museo Mundo Océano (en ruso: Музей Мирового океана; romanizado: Muzei Mirovogo okeana) de Kaliningrado, antiguamente conocida como Königsberg, es el principal museo marítimo de Rusia, el cual también aborda la historia científica de la exploración de los océanos. El museo se encuentra en lo que fue el viejo puerto de la ciudad alemana de Königsberg, a orillas del río Pregel, destacándose el buque oceanográfico Vitiaz allí amarrado.

## Historia
El gobierno de la antigua república federada rusa soviética, parte de la entonces Unión Soviética, mediante resolución fechada 12 de abril de 1990 ordenó la creación del museo, el cual fue inaugurado en 1996 para el 300 aniversario de la armada rusa. El museo cuenta con un área total de 10 818 m².

## Áreas de exposiciones
Las exhibiciones del museo están distribuidas en distintas instalaciones, algunas edificios históricos de la época alemana y prusiana que fueron restaurados y luego integrados al conjunto del museo, lo que se ha complementado con la reciente construcción de nuevos edificios.
Las instalaciones del museo incluyen:
|        | El nuevo edificio principal inaugurado en septiembre de 2003, para la apertura del VII Congreso Internacional de Historia de la Oceanografía. Al año siguiente, en 2004 y bajo el lema: «Océanos del Mundo, una brisa...», el museo inauguró nuevos acuarios ricos en especies, con colecciones únicas de moluscos marinos, mejillones, corales, exposiciones geológicas y paleontológicas. El nuevo edificio está dotado de una nueva sala de congresos en su segundo piso, la cual es utilizada para conciertos, exposiciones, conferencias y presentaciones. El edificio principal esta coronado por una estructura inspirada en la linterna de un faro, contando con una terraza de observación con vista a la flota histórica que se encuentra en el muelle, así como a la catedral de Königsberg en la isla de Kneiphof.                          |
|        | La nueva atracción del museo llamada Планета океан (en español: planeta océano) completada en 2018, y cuyo diseño arquitectónico se inspiró en las formas del mar, destacándose una esfera de cristal de más de 29 metros de altura, la cual representa un planeta oceánico, el cual reposa sobre una ola marina gigante. Los pabellones de los centros marinos y educativos en forma de cubo, crean una conexión con el volumen de los océanos. El edificio incluye una exposición principal, así como acuarios, un exploratorium, un cine con planetario, laboratorios de arte, áreas al aire libre, una sala de conferencias y otras instalaciones temáticas. El revestimiento externo de vidrio, fue reemplazado por uno nuevo en 2019. |
| <br /> | En los edificios del histórico y restaurado Packhof (en ruso: Пакгауз; romanizado: Pakgaus) se halla la exposición «Marina Königsberg-Kaliningrad» (en ruso: Морской Кёнигсберг-Калининград; romanizado: Morskoi Kjonigsberg-Kaliningrad). Estos almacenes se construyeron a mediados del siglo XIX, la misma época en que se erigieron el muelle y el área de transbordo, así como el astillero. El punto central del museo en este edificio es la exposición Depth (en español: profundidad), que se ocupa de la investigación en aguas profundas. Aquí se destaca la exhibición del vehículo tripulado de aguas profundas Mir-1 (batiscafo), así como la de un esqueleto de cachalote, de los más grandes del mundo. En el área exterior del edificio, se puede apreciar exposiciones marítimas con especial énfasis en el buceo de aguas profundas. |
|        | En 2007, la fortaleza monumental del siglo XIX Groß Friedrichsburg, en la orilla opuesta del Pregel, fue entregada al museo. Y el 17 de mayo de 2011, abrió sus puertas como sucursal del museo. En la fortaleza se muestra una exposición de objetos de todas partes de Rusia, bajo el título «La resurrección de los barcos», dedicada a Pedro el Grande. |
|        | El antiguo puente ferroviario de vía única en Holländerbaum de 1889, que fue el primer puente de acero de la antigua Königsberg, y ahora está dentro del recinto del museo, Este puente fue reconstruido como puente levadizo tras la Segunda Guerra Mundial y ahora se encuentra fuera de servicio. |

## Exposiciones
Sobre el río Pregel, en el área del viejo puerto prusiano de Königsberg, entre los muelles Holländischerbaum y Hundegatt, se han amarrado varios barcos museo, en su mayoría accesibles para el público en general y cada uno con exposiciones temáticas:
|  | El hidroavión Beriev Be-12 Chaika (en español: gaviota) está expuesto en el muelle, una confiable aeronave que podía despegar y aterrizar, tanto desde el agua como desde tierra firme. El hidroavión fue diseñado como un avión militar de reconocimiento marítimo para la vigilancia del mar y costera, para la búsqueda de recursos naturales, para la caza submarina y para la búsqueda y rescate. Hidroaviones de este tipo aún se encuentran operativos y en perfecto funcionamiento. |
|  | En el antiguo buque oceanográfico Vitiaz (en ruso: Витязь) se instaló un museo de investigación marina. El barco guarda copias de los diseños originales del Vitiaz, botado inicialmente como «Mars» por la firma alemana Deschimag en el astillero de Wesermünde de Seebeck que lo fabricó para la compañía naviera de barcos de vapor Neptun, de Bremen, Alemania. El buque en 1948 fue reconvertido en el astillero Mathias Thesen de Wismar en barco de investigación oceanográfica. Durante un viaje de investigación como parte del Año Geofísico Internacional 1957, el Vitiaz descubrió en la fosa de las Marianas, que a 11 034 metros se encontraba el punto más profundo jamás conocido en los océanos del mundo. En 2001 se instaló una gran exposición a bordo llamada «cabaña de ámbar». La colección incluye las piedras más grandes e inusuales que se extraen, principalmente, del mar Báltico y sus alrededores. El ámbar expuesto más grande pesa 1208 gramos. |
|  | El único submarino museo de Rusia, el B-413 (en ruso: Б-413)), fue dado de baja el 3 de septiembre de 1999 por orden del Comandante en Jefe de la Armada, y de acuerdo con las instrucciones del comandante de la flota del Báltico, fue trasladado de Kronstadt a Kaliningrado, donde a finales de 1999 fue atracado en el astillero Jantar, y el 14 de junio de 2000 pasó a su destino final, el muelle del museo, siendo entregado formalmente al museo el 1 de julio de 2000. La exposición «De la historia de la flota submarina rusa» se puede apreciar en el submarino. |
|  | El antiguo arrastrero de pesca SRT-129 (en ruso: СРТ-129) es el único barco pesquero museo de Rusia. El barco se añadió a la colección en 2007 y es un barco de pesca típico, como los que todavía utilizan los pescadores del Báltico. El barco tiene una timonera abierta al público, maquetas de barcos de pesca y muestra películas sobre la pesca en Rusia y la ex Unión Soviética . |
|  | El buque de comunicaciones espaciales Cosmonauta Víktor Patsáyev (en ruso: Космонавт Виктор Пацаев), un barco de investigación de la agencia espacial soviética lleva el nombre de Viktor Pazajew, uno de los astronautas que fallecieron en la reentrada a la atmósfera de la Tierra de la nave Soyuz 11. Hasta 1994, la tarea principal del barco era recibir datos de telemetría, analizarlos y proporcionar comunicación por radio entre naves espaciales y el centro de control de misión. El 14 de abril de 2001, el barco fue amarrado al muelle del museo, inaugurándose a bordo la exposición «Odisea cósmica». |
|  | El faro Irbenski (en ruso: Ирбенский) es el último faro flotante tripulado del mundo. El barco, que estuvo a punto de ser desguazado tras su salida de servicio, fue declarado Patrimonio Marítimo de Rusia, lo que le aseguró financiación para su restauración. El 29 de octubre de 2017, dos remolcadores trasladaron al Irbenski hasta el astillero de Kronstadt. El Irbenski ya restaurado fue instalado en un lugar preferencial, todo al frente del edificio principal de «Planeta Océano». |

## Objetos artísticos
Hay algunos objetos de importancia cultural en el recinto del museo:
|  | El «monumento a los pescadores y el «monumento a Nicolás el hacedor de milagros forman un conjunto escultórico. El monumento a los pioneros y víctimas de la pesca de altura se erigió en 1978, y es una moderna estructura de hormigón en forma de dos velas de goleta de pesca. En el lado oeste del estilóbato hay una inscripción en bronce: «A los pioneros de la pesca de altura», en el muro este hay una dedicatoria: «En memoria de los pescadores que murieron en el mar». El epitafio se complementa con una gaviota de bronce altísima, la eterna compañera de la gente de mar. En 2008 se restauró el monumento, y el 23 de diciembre de 2009, se instaló el monumento de estilo más tradicional a Nicolás el hacedor de milagros, por lo que ambos monumentos ahora forman un conjunto. |
|  | El muelle Emanuel Kant lleva el nombre del filósofo alemán, quien pasó casi toda su vida en Königsberg, y se encuentra junto a la antigua planta de empaque. Sobre un banco de granito rojo hay un pergamino abierto con su silueta estilizada y su firma, un tricornio , el bastón y unas hojas de arce esparcidas. La elección de este lugar no fue accidental, pues se dice que Kant, quien nació en una casa cercana, le gustaba mucho ir al puerto a ver los barcos. A esta ruta en el muelle del puerto se llamó más tarde «sendero de Kant». En sus últimos años, al científico le gustaba venir a esta zona portuaria, sentarse en un banco y observar la ajetreada vida del antiguo puerto de Königsberg. «No tienes que salir de Königsberg para ver el mundo entero, solo tienes que venir al puerto y verlo», dijo alguna vez Kant. |
|  | La escultura de bronce en miniatura de «el barco de Homlin», un barco de papel que se trepa por la barandilla frente al antiguo buque de investigación, junto al lema: «Solo los valientes conquistan los mares». Su autora, la escultora local Natalja Shevchenk sobre su creación explicó: «El barco de papel es un signo de esperanza. Junto al legendario Vitiaz quise mostrar este otro símbolo adicional, muy hermoso. Un frágil barco y un poderoso barco. Se trata cómo de un sueño se convierte en realidad a través del trabajo». El nombre del personaje lo dieron los ciudadanos de la ciudad. Esta es la tercera figura de este tipo en Kaliningrado. En junio de 2018, «el abuelo Homlin» apareció en el Puente de la Miel, en septiembre se instaló una escultura en miniatura de «la abuela» en la entrada del Museo del Ámbar. |
|  | La fuente de los pozos (en alemán: Puttenbrunnen; en ruso: Фонтан Путти ) fue erigida en 1908 por Stanislaus Cauer, profesor de la Academia de Arte de Königsberg. El monumento es una composición de cuatro ángeles rizados tomados de la mano. Las figuras están hechas de piedra caliza de concha . En la Feria Internacional de la Fuente en Poznan en 1912, esta escultura ocupó el primer lugar. Los ciudadanos de Poznan querían comprar la fuente, pero Cauer decidió donar la fuente a la ciudad de Koenigsberg. La fuente se encontraba originalmente junto a la caseta de vigilancia del castillo de Königsberg , donde fue sobrevivió en 1944.a los ataques aéreos británicos entre los escombros. Después de la Segunda Guerra Mundial, la fuente se trasladó al patio interior del hospital universitario (hoy hospital del puerto). En la era soviética apenas hubo interés en los bienes culturales alemanes y la fuente se deterioró, pero en 2007 se le otorgó a la fuente el estatus de bien cultural de importancia regional. En 2011, el monumento fue restaurado cuidadosamente, basándose en fotografías de archivo que se encontraban en San Petersburgo, fue colocada y quedó instalada en el parque paisajístico «Puerto Viejo» del museo. |

## Anexos
El museo cuenta con varios anexos o sucursales:
|  | El rompehielos ártico Krasin (en ruso: Красин), construido entre 1916 y 1917 hace parte de la colección externa de la flotas soviética del museo. El Krasin sirvió como rompehielos hasta 1972 . Luego se usó en Spitzbergen como central eléctrica flotante y hogar de trabajadores hasta 1989. A finales de la década de 1980, el rompehielos fue adquirido por la Sociedad Soviética del Conocimiento y se trasladó a la entonces Leningrado, hoy San Petersburgo, para servir como barco museo. Ahora se encuentra en el brazo del río Nevá, llamado «Gran Neva», en la orilla de la isla Vasilyevski, cerca de la Universidad de Minería                                                                                   |
|  | El faro de Rinderort cerca de Saliwino, fue construido en 1868 y reemplazado por un impresionante edificio de ladrillos klinker en 1908. Fue una señal importante para el transporte marítimo en la laguna de Curlandia, el cual ya no se utiliza como ayuda para la navegación. Este es uno de los tres faros de la ciudad anteriores a la guerra. En julio de 2020, el faro se entregó al museo como para exhibiciones externas. |
|  | La restaurada Königstor o Puerta del Rey del siglo XIX también forma parte del museo, y en ella funciona el centro cultural «Gran Embajada», bajo la dirección del Museo Marítimo. La puerta está ubicada lejos del museo en el antiguo distrito de Neue Sorge. En el centro cultural se destaca el «gran mensaje» de Pedro el Grande, origen de la diplomacia rusa. |
|  | El Centro de Exposiciones Marítimas en Svetlogorsk (en ruso: Светлогорск; en español: balneario), en la región de Kaliningrado, es el único bien del museo que se encuentra directamente en la costa del Báltico, a unos 30 kilómetros al noroeste de la ciudad. El centro se inauguró en la Navidad de 2015 en el complejo de edificios del teatro de variedades Amber Hall (en ruso: Янтарь-холл) y comprende casi 3.000 m² de espacio de exposición. Hay una exposición etnográfica: «Los pueblos de los mares», que presenta la vida y la cultura de los pueblos del sudeste asiático, y la «Galería de Arte Marino», un espacio para proyectos creativos. En marzo de 2016 quedó bajo la dirección del Museo Mundo Océano. |
|  | El Reichsbahnbrücke de dos pisos es una exposición técnica de gran interés, que cuenta también con un recinto ferial. El puente giratorio original, construido entre 1913 y 1926, ya se consideraba una obra maestra de la ingeniería de ese entonces. Pero el puente sufrió graves daños en la Segunda Guerra Mundial y luego se reconstruyó como puente de elevación vertical. Hay dos vías de tren en el piso superior y dos carriles para vehículos de hasta 3,5 m de altura en el piso inferior, así como pasarelas peatonales. |